# たったひとつの恋
『たったひとつの恋』（たったひとつのこい）は、2006年10月14日から2006年12月16日まで、毎週土曜日21時 - 21時54分（JST）に日本テレビ系列のテレビ局で放送されていた亀梨和也主演の日本のテレビドラマ。初回は20分拡大の22時14分までの放送。略称は、たっ恋、ひと恋。また、これまで『土曜ドラマ』を時差ネットしていたテレビ大分は本作から同時ネットを開始した。
2021年2月13日正午よりHuluおよびTVerで初配信された。

## ストーリー
舞台は横浜。弘人は父親の残した小さな造船工場を苦しい経営状態の中、母と弟を支えるために毎日必死に維持して生きていた。一方、菜緒は全国展開するジュエリーショップ社長の娘で天真爛漫な女子大生。
趣味と実益を兼ねて夜釣りをしていた弘人が、翌朝、通学中の菜緒と衝突してしまう。これが2人の運命的な出会いとなる。反発しながらも惹かれ合う2人が、家族の反対など障害にぶつかりながらも愛を育んでいく。しかし、決定的な出来事がそんな2人を傷つける。
すれ違いながらも、弘人と菜緒がたったひとつの恋を実らせるまでを描く。

## 登場人物
神崎 弘人
演 - 亀梨和也（KAT-TUN）
主人公。父親の残した神崎造船鉄工所で働いている。一見不良で冷めているようにも見えるが、実は家族思いで心優しく、女性に対して一途でマジメ。自分が死んでもいいから菜緒を守りたいと思っている。高校で県大会の準々決勝まで勝ち進んだ野球を大学でも続けたいと思っていたが、父親の突然の死で断念する。第9話で、「全てを捨ててきた」と言う菜緒に対し、菜緒を愛するがゆえ、自分と同様に家族思いの菜緒につらい思いをさせることなどできないと考え、別れを切り出す。造船鉄工所をたたんで磯子に引っ越し、大手造船企業に就職する。菜緒への思いを断ち切れないまま仕事に没頭する日々を過ごしていた。菜緒との再会後も素直になれずにいたが、菜緒からの手紙を読んで、菜緒が再入院したために2人がすれ違っていたという事実・それでもずっと変わらなかった菜緒の自分への愛を知り、北海道へ発とうとする菜緒を追いかける。
月丘 菜緒
演 - 綾瀬はるか
ヒロイン。ジュエリーショップ『スタージュエリー』社長・月丘雅彦の一人娘。横濱女学館大学（通称ヨコジョ）英文学科2年生。何でも素直にぶちまけてしまう性格。誕生日は12月24日。第3話で弘人の弟・廉の前で養護学校に短期間通っていたことを明かした。また、子供が産める可能性があまりないことも明らかになる。家族の反対にあいながらも弘人との愛を深めていくが、弘人と距離を置かなければならない状況に追い込まれてしまう。その後、菜緒の再入院と弘人の引越しにより、二人は連絡がとれなくなった。大学卒業後は中学校の英語教師となり、家族を安心させようと父の会社『スタージュエリー』に勤める斉藤と交際。しかし、3年後に弘人と再会したことで自分に嘘をつき続けることができなくなる。そして、斉藤と別れ、北海道の養護学校へ赴任することを決める。北海道へ発つ日、弘人への変わらぬ思いを手紙に記す。
草野 甲
演 - 田中聖（KAT-TUN）
弘人の親友。トラック運転手。見かけによらずナイーブなロマンチストで、女性に対して内気な純粋な青年。裕子と付き合い始める。だが、第9話にて裕子と別れて（自然消滅）、別の女性と結婚した。
大沢 亜裕太
演 - 平岡祐太
弘人、甲とは昔からの親友。横浜自動車整備専門学校に通う。美形だが優柔不断なこともあって彼女なし。カフェでアルバイト中。菜緒の良き相談相手になる。専門学校卒業後、自動車メーカーに就職した。
本宮 裕子
演 - 戸田恵梨香
菜緒の親友で、菜緒と同じくヨコジョの英文科2年生。仕送りとアルバイトで一人暮らしをしている。神戸の開業医の娘。いざというとき意外としっかりしている。最初は甲との付き合いを周りに隠そうと友達の前で無視をするが、彼でなければいけないと知り素直に謝る。大学卒業後は神戸の実家に戻り、家業を継ぐことになったため、医学部に入り直している（裕子を演じている戸田恵梨香も、地元および実家は神戸である）。
月丘 達也
演 - 要潤
菜緒の兄。妹を大切に思い、病気だった妹を助けるために自分の骨髄を提供した。大学院在学中で、将来は家業を継ぐことになっているが、本心では研究者になりたいと思っている。
神崎 廉
演 - 齋藤隆成
弘人の弟。性格は明るいが、病弱な体質のため養護学校に通っている。後に、中学に進学し、野球部に入った。
月丘 雅彦
演 - 財津和夫
菜緒の父。ジュエリーショップ『スタージュエリー』社長。かなりのやり手で達也と菜緒に家業を継いでほしいと思っている。
月丘 みつこ
演 - 田中好子（特別出演）
菜緒の母親。心優しく、少々天然ボケな月丘家のムードメーカー的存在。
神崎 亜紀子
演 - 余貴美子
弘人の母。生活苦から水商売に走る。家族のためなら何でもする考えだが、はたから見れば派手でだらしがない。150万の借金を返済するため菜緒の父・雅彦をゆする。造船所をたたんだ後、水商売をやめ、百貨店の食材コーナーでパート勤めしている。

## スタッフ
- 脚本 - 北川悦吏子
- 演出 - 岩本仁志、南雲聖一、樹木まさひこ、石尾純、本間美由紀
- 音楽 - 池頼広
- 主題歌 - KAT-TUN「僕らの街で」(J-One Records)
  - 作詞・作曲・編曲：小田和正
- プロデューサー - 西憲彦、渡邉浩仁

## 放送日程
| 各話                                                       | 放送日         | サブタイトル     | 演出         | 視聴率 |
| ---------------------------------------------------------- | -------------- | ---------------- | ------------ | ------ |
| 第1話                                                      | 2006年10月14日 | 上流と下流の恋   | 岩本仁志     | 12.8%  |
| 第2話                                                      | 2006年10月21日 | 手をつないだ     | 岩本仁志     | 10.4%  |
| 第3話                                                      | 2006年10月28日 | もう会わない     | 岩本仁志     | 12.2%  |
| 第4話                                                      | 2006年11月04日 | 僕の怒り、君の涙 | 南雲聖一     | 13.6%  |
| 第5話                                                      | 2006年11月11日 | 君がいなくなる   | 岩本仁志     | 10.5%  |
| 第6話                                                      | 2006年11月18日 | ふたりの秘密     | 樹木まさひこ | 10.3%  |
| 第7話                                                      | 2006年11月25日 | でも、僕は       | 石尾純       | 10.6%  |
| 第8話                                                      | 2006年12月02日 | さよなら         | 本間美由紀   | 10.1%  |
| 第9話                                                      | 2006年12月09日 | きっとまた会える | 岩本仁志     | 13.0%  |
| 最終話                                                     | 2006年12月16日 | たったひとつの恋 | 岩本仁志     | 12.6%  |
| 平均視聴率 11.7%（視聴率は関東地区・ビデオリサーチ社調べ） |                |                  |              |        |

## 撮影地
舞台にもあるとおり、神奈川県横浜市が中心だが、一部、逗子市や川崎市、藤沢市、小田原市、東京都、埼玉県でも行われた。

## 備考
- このドラマから新たにスズキが土曜ドラマに提供している[要出典]。
- このドラマ放送の発表は亀梨がKAT-TUNとしてパーソナリティーを務めたこの年の『24時間テレビ』内で亀梨の口から発表された[要出典]。
- 亀梨が演じる弘人は『喰いタンスペシャル』のラストに登場した（ただし、スタッフロールには亀梨の表記がなかった）。『喰いタン』の主人公「喰いタン」こと高野聖也（東山紀之）から、草野甲の役を演じた田中聖の出演作でもある当番組の前作『マイ☆ボス マイ☆ヒーロー』に出てきた「アグネスプリン」をもらい、「あなたは一生忘れられない恋をする」と予言されるシーンがあった。（ちなみに『喰いタン』の舞台もこのドラマ同様に横浜）
- 小中学生を中心に若い層に人気を博した。2007年5月16日に日本PTA全国協議会が発表した、2006年度版『子どもとメディアに関する意識調査』において、「子どもが好きな番組」部門で第5位にランクされた（調査対象は小5・中2）。ドラマでは『のだめカンタービレ』（第1位）、『14才の母』（第2位）に次いで3位である。
- このドラマでは「スタージュエリー」「慶應義塾大学」など実在する会社、学校などの名称が使用された（「スタージュエリー」ショップHP）。

## 関連商品
- 北川悦吏子『たったひとつの恋』（2006年、ヴィレッジブックス） - 単行本
- 北川悦吏子『たったひとつの恋』（2007年、角川文庫） - 文庫本
- たったひとつの恋 DVD-BOX（バップ）2007年6月13日発売